# オルランド・ディ・ラッソ

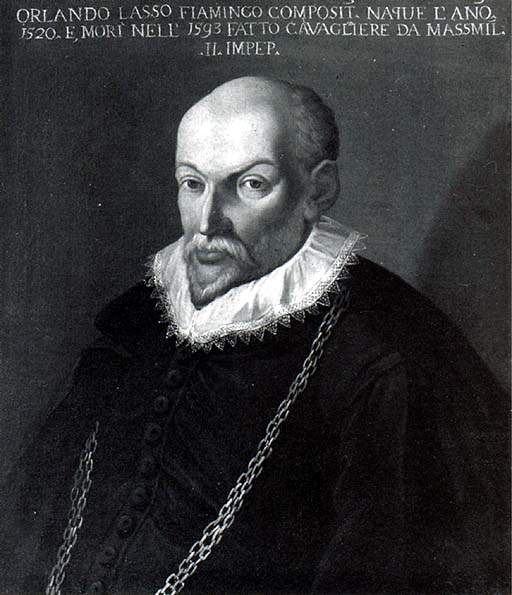
ラッソ

オルランド・ディ・ラッソ（Orlando di Lasso：イタリア語形）、オルランドゥス・ラッスス（Orlandus Lassus：ラテン語形）（1532年 - 1594年6月14日 ミュンヘン）は、後期ルネサンスのフランドル楽派の作曲家。 名前の表記としては、近年では、Orlande de Lassus や Roland de Lassus なども使われるようになっている。
ローマ楽派のジョヴァンニ・ピエルルイジ・ダ・パレストリーナと並んで、こんにちでは、フランドル楽派のよく練れたポリフォニー様式を最も代表する作曲家のひとりと見なされており、16世紀末のヨーロッパでは最も有名で最も影響力を振るった作曲家であった。

## 生涯
生年は1532年頃とされているが厳密には不明。しかし、この時代の作曲家にしては珍しく出生地が分かっており現ベルギー、エノー州のモンスに生まれている。通称から割り出された氏名はローラン・ドゥラットル（Roland Delattre）。生い立ちに関する資料に乏しいが、確証のない逸話がいくつも伝えられており、中でも最も有名なものは、あまりの比類ない美声に3度も誘拐されてイタリアに辿り着いたというものである。12歳の時にフェランテ・ゴンザーガに連れられ、北海湾岸のネーデルラントを旅立ち、マントヴァとシチリア、そして（1547年から1549年まで）ミラノに足を運ぶ。ミラノ在留中にマドリガーレ作曲家のオステ・ダ・レッジョ（Hoste da Reggio）の面識を得て、初期の作曲様式に影響を受ける。
1550年代初頭からナポリでコンスタンティーノ・カストリオートにより声楽家兼作曲家として雇われる。ラッソの最初期の作品はこの時期までさかのぼると推定されている。それからローマへ移り、同地のフィレンツェ公家に仕官した。1553年には、ローマのサン・ジョヴァンニ・イン・ラテラノ大聖堂楽長に就任する。わずか21歳の人間にとっては華々しい名誉職であったにもかかわらず、ラッソはわずか1年間だけで離職してしまう（後任はパレストリーナ、1555年着任）。
1554年になると所在についての確たる証拠がなくなるものの、当時の主張によると、フランスとイングランドを訪問していたという。1555年にネーデルラントに帰国し、初期作品をアントウェルペンにて出版した（1555年～1556年）。1556年にバイエルン公アルブレヒト5世の宮廷音楽家に採用される。ラッソはミュンヘンに勤めるネーデルラント出身者のひとりであったが、しかし格段に有名なネーデルラント人であった。1563年には楽長に昇格。どうやらミュンヘン時代は幸福だったようで、この地に定住することを決め、1568年に所帯をもち、後に作曲家になる息子ふたりをもうけた。ラッソは終生にわたってバイエルン宮廷に奉公し、アルブレヒト5世とその後継者ヴィルヘルム5世に仕えた。
ラッソが1560年代までにかなり有名になると、ミュンヘンに留学してラッソの門を叩くものも現れるようになった。アンドレーア・ガブリエーリは1562年から、おそらく1年間ラッソに師事した。アンドレーアの甥ジョヴァンニも1570年代に学んでいるかもしれない。
ラッソの名声は限られた音楽界の外にも広まるようになり、1570年には神聖ローマ帝国皇帝マクシミリアン2世から貴族に叙列されたが、作曲家には異例の待遇であった。1571年には教皇グレゴリオ13世より教皇庁騎士に叙任され、黄金拍車勲章を授与される（作曲家に対する待遇は、それから200年後にモーツァルトに対して行われただけである）。1571年と1573年には、シャルル9世の招待でフランスに訪問した。
こうした君主や貴族の中には、より魅力的な地位を申し出てラッソを口説き落とそうとする者もあったが、どうもラッソは報酬よりも、自分の地位の確かさと、バイエルン宮廷の申し分のない演奏活動に対する関心が優先したようだ。1580年には、ザクセン公よりドレスデン宮廷への就職を打診された際、ラッソは次のように書き送っている。「私は自宅からも自宅の庭からも、そのほかのミュンヘンのよいところからも離れたくはないのです。」
（しかしながら別の見方も可能かもしれない。ラッソはルネサンスの作曲家の中では、機会に恵まれて家庭人となった数少ないひとりであり、結婚するまでに幾多の宮廷を渡り歩くことで、当時の宮廷社会の裏側や暗部を知っていた可能性がある。おそらく、当時の複雑なヨーロッパの社会情勢や宗教界の分裂を考え、家庭を守る意味から、より高い名声や報酬を棒に振ったのではなかったか。また、当時のヨーロッパ君主や諸侯のかけ引きに乗じることで、主君から慰留のために報酬が上乗せされたのかもしれない）。
ラッソは1570年代後半から1580年代にかけて、数回イタリアを訪れ、当時の最も進んだ音楽様式と流行に遭遇した。前衛的な作曲家の要衝の地、フェラーラでは、まず間違いなくエステ家のために作曲されたマドリガーレに接している。しかしながらラッソは自らの伝統的な――ために保守的な――作曲様式にとどまり続け、歳を重ねるにしたがって、より簡素で、より洗練された様式を示すようになる。1590年代には健康が衰え始め、心気症の治療を受けている。しかしながら今なお作曲に加えて、時おり旅行に出ることもできた。絶筆は、精緻を極めた21の宗教マドリガーレからなる曲集《聖ペテロの涙 Lagrime di San Pietro 》であり、没後に出版された楽譜（1595年）は、ローマ教皇クレメンス8世に献呈された。

## 音楽作品とその影響力
後期ルネサンスでは最も多作な世界的作曲家であった。全部で優に2000あまりの作品のうち、ラテン語、フランス語、イタリア語、ドイツ語の声楽曲があらゆるジャンルにわたって作曲されている。その内訳は、多数のミサ曲、530曲のモテット、175曲のマドリガーレとヴィッラネッラ、150曲のシャンソン、90曲のリート である。ラッソ作の器楽曲が存在するかは厳密には分かっておらず、作曲しなかったのだとすれば、これほどの幅広い多作家である彼が、当時ヨーロッパ中で流行していたこのジャンルに手を染めなかったことは、大変興味深いことである。
ドイツのバロック時代の作曲家ベネディクト・アントン・アウフシュナイターは理想の音楽の一つとしてラッソを挙げている。

### 宗教曲
ラッソはカトリック信徒だったが、アルプスの向こう側で行われたトリエント公会議の厳格な公式声明にこだわることをよしとはしなかった。ラッソは比較的寛容な地域に住んでおり、前任者はプロテスタントだった。

#### ミサ曲
ほぼ60曲が完全に現存する。そのほとんどが世俗音楽に基づくパロディ・ミサである。技術的には印象的だが、ラッソの全作品中でミサ曲は最も保守的な部分となっている。ラッソは常に、素材となった出典の曲（グレゴリオ聖歌同時代のマドリガーレまで）の様式を遵守するが、いつでも最後の筆勢まで表情豊かで敬虔な性格を失うことがない。
伝統的なパロディ・ミサに加えて、かなりの量の小ミサ曲（ミサ・ブレヴィス missae breves 、1音節対1音符で作曲された、短時間での礼拝を意図したミサ曲）も作曲している。例えばバイエルン公アルブレヒトは、狩に出向く日に長大なポリフォニックなミサ曲に拘束されることを好まなかったらしい。このことを端的に物語る実例が、《狩人のミサ曲》（ドイツ語でJäger-Mass、 ラテン語でMissa venatorum ）にほかならない。
代表的なミサ曲は、原曲不明の《ミサ曲「美しきアンフィトリット」 Missa Bell’ Amfitrit’ altera 》、自作の世俗モテットによる《ぶどう酒ミサ Missa ad imitationem Vinum bonum》、ヴェネツィア楽派の複合唱様式を採用した晩年の自作モテットによる《ミサ曲「その口にわれに口づけを授けたまえ」Missa Osculetru Me》が挙げられる。ちなみに《狩人のミサ曲》のベネディクトゥス楽章は、サイモン&ガーファンクルがデビュー・アルバムの中で歌っている。

#### その他の宗教曲
その他の典礼音楽には、賛歌やソロモンの雅歌、100曲以上のマニフィカト、聖務週間日課のためのレスポンソリウム、受難曲、預言者エレミアの哀歌、主要な祭日のための独立した楽曲などがある。
ラッソは、「ムジカ・レゼルヴァータ musica reservata 」様式の作曲家として知られている。大まかに言うと、テクストの内容を音楽に濃密に表出させ、半音階技法をとる作曲様式のことをいい、特に音楽通のために作曲された楽曲の様式を指すともいわれる。ラッソ作品でこの様式を代表する有名な例は、12曲のモテットからなる曲集《シビラの預言 Prophetiae Sibyllarum 》であり、ジェズアルドを連想させるような大胆な半音階的和声が広く活用されている。この作品における和声進行のいくつかは、20世紀初頭になるまで 二度とお目見えしないようなものもある。
ラッソは、すべての福音書に基づき受難曲を作曲した。すなわち、《マタイ受難曲》《マルコ受難曲》《ルカ受難曲》《ヨハネ受難曲》である。全曲とも無伴奏様式で作曲されている。
モテット作曲家としてのラッソは、ルネサンス音楽全体で最も変幻自在で秀逸である。その作品は、崇高なものから滑稽なものまで幅広く、しばしば宗教音楽には結びつかないような一抹のユーモア感覚も忍ばせている。例えば、《バビロンの河のほとりに Super flumina Babylonis 》は、拙い歌手の諷刺であり、口ごもったり、やめたり歌いだしたりして、大体のところ混乱に陥っている。モーツァルト的な作曲態度でというわけではないが、発想としては《音楽の冗談》に近いものがある。ラッソのモテットの多くは、儀式的な機会のために作曲されたが、首脳陣の訪問や婚礼・条約締結などの国事に楽曲の提供を要請される、宮廷作曲家にはありがちなことだった。しかしながらラッソが最も広い範囲にわたって永続的な名声をかち取ったのは、宗教的なモテット作曲家としてであった。
ラッソの《ダヴィデの改悛詩篇集 Psalmi Davidis poenitentiales 》（全7曲）は、ルネサンス音楽全体の詩篇唱の中で最も有名な作品である。華麗対位法（自由対位法）が使われ、ゴンベールのようなネーデルランド流儀の通模倣様式は避けられているが、それでも随所でパレストリーナ作品とは異質の表現手段が使われている。ラッソは、いずこをとっても情緒的な効果を求めて力を尽くし、テクスチュアの多様性を利用し、テクストの終わりになるまで曲付けに心配りを続けている。この曲集の最終曲、《深き淵よりわれは叫びぬ De profundis 》（詩篇 第129番）は、多くの研究家によって、同一のテクストによるジョスカン・デ・プレの作品と並んで、ルネサンスのポリフォニー音楽の最も高い水準に位置づけられている。

### 世俗音楽
ラッソは、イタリア語 のマドリガーレ、フランス語 のシャンソン、ドイツ語 のリートなど、当時のあらゆる主要な形態の世俗音楽を作曲している。ラッソは、ルネサンス音楽の多作家では、唯一あらゆる言語を用いて作曲しており（ラテン語、イタリア語、フランス語、ドイツ語）、どの言語においても等しい流暢さで作曲した。ラッソの歌曲の多くは、きわめて人気が高く、ヨーロッパじゅうに広く流通した。さまざまな世俗歌曲においてラッソは、ウィットや歯切れのよさといった特色ある独創性を示しているにもかかわらず、フランドル楽派のポリフォニー様式を遵守している。ドイツ人の兵士が強いゲルマン訛りのイタリア語で女性を口説こうとする《おいらのいとしのマドンナさん Matonna Mia Cara 》や、《ほうら、楽しいこだまが聞こえてくるよ Ola! o che bon echo! 》、《こんにちは、わが心の人よ Bon jour, mon cœur 》、《私はこいねがい、恐れる J'espère et crain 》、《おお、か弱き魂よ Ô foible esprit 》、《寒くて暗い夜 La nuict froide et somber 》などが有名

#### マドリガーレ
多くはローマ滞在中に作曲された。このジャンルにおいてラッソの様式は明晰かつ簡潔で、たやすく覚えられるような旋律が使われている。頻繁に「悲しいかな 'lasso' 」という歌詞を
“署名”に用い、しかもしばしばそこにイ音とト音の音列（すなわちラ－ソ）を割り当てている。真摯なマドリガーレにおけるペトラルカの詩から、愉快なカンツォネッタの、至って他愛もない韻文まで、詩人の選択は幅広い。
ラッソはしばしばマドリガーレの連作を好んだ。例えば《5声のためのマドリガーレ 第4巻》は、ペトラルカの六行六連詩に始まり、2部構成のソネットがいくつか続き、最後にもう一つの六行六連詩に結ばれる。したがって、付属の楽章をもったマドリガーレの連続体としてこの曲集は響くのである。

#### シャンソン
ラッソが洗練させたもう一つの世俗音楽のジャンルであり、約150曲を遺している。シャンソンの多くは1550年代までさかのぼるが、ドイツに移住してからもその作曲を続けた。最後のシャンソンは1580年代に成立している。ラッソの作品中でもシャンソンはヨーロッパ中で人気を博し、リュートや鍵盤楽器などのための器楽曲に幅広く編曲された。ほとんどのシャンソンは1570年代から1580年代にかけて、3つの曲集において出版されている。様式的にみて、威厳があって厳粛なものから、愉快で下卑た、エロティックな楽曲までと幅広く、さらには酒場に似合いの酒呑み唄まである。

#### ドイツ・リート
ラッソによる世俗作品の3つ目のタイプ。そのほとんどは、シャンソンやマドリガーレとは響きの上でも様式においてもかなり異なっていることから、明らかに異なる聴衆のために作曲されている。そのうえリートは、ラッソの後半生になって作曲されており、1567年まで1曲もこのジャンルに手を染めていない。その頃ラッソはすでにミュンヘンに定着していたのにである。多くのリートは宗教的な主題を持っているが、軽くてコミカルな詩も現前としている。ドイツ語の酒呑み歌も作曲しており、シャンソンの酒飲み唄と好対照をなしている。過度の道楽の不幸を諌める歌もある。